# 殉葬
殉葬又稱陪葬，是指以器物、畜牲甚至活人陪同死者葬入墓穴，以保證死者亡魂的冥福。以活人陪葬，是古代喪葬常有的習俗。人殉并不同于人祭，并不具有人祭的宗教性质，且人殉中也会有自愿殉葬的现象。
中國自古以来，有賜已死之人陪葬帝王、貴族、尊親屬等的風俗，這多半是一種褒揚死者的作法。明清時期至民国初年，更为常见的是女性因貞節旌表之故在丈夫、未婚夫逝世时，自杀以殉。此类行为备受政府和民众推崇。1914年起，北洋政府依据《中華民國褒揚令》、《褒揚條例施行細則》对守寡、殉夫的贞妇烈女进行褒扬。1928年后，对殉夫妇女的表彰因南京国民政府取代北洋政府而结束。

## 中國

### 先秦和秦汉时期
殉葬习俗在大汶口文化、良渚文化、龙山文化、齐家文化、二里头文化等中就已开始出现。根據考古發現，商朝貴族死后有时会有战俘或死者亲属、亲兵作为殉葬品，即人殉，既有自愿也有强制的情况。甲骨文记载的商朝的人祭約一萬三千，其中四分之三爲武丁時期，主要爲戰爭俘虜，據甲骨文記載，商王最多的一次殺了585个战俘进行人祭；但这些其实属于人祭而并非人殉，严格区分下，商代的人殉规模远小于其人祭规模。商代殉人最严重的是安陽小屯侯家莊發掘的殷陵大墓M1001（商王武丁的陵墓），这里的殉葬者则有百余人之多，而商代中下层贵族墓的殉人规模通常只有一至数人。武丁之后商朝的人牲和人殉都在不断减少，商代晚期墓葬中明器越来越多见而用于祭祀的器物愈发少见，反映出殷人中至少部分群体逐渐有薄葬化的趋势。《西京雜記》卷六記載：“幽王（周幽王）冢甚高壯，羨門既開，皆是石堊，拔除丈餘深，乃得雲母深尺餘。見百餘屍縱橫相藉，皆不朽。唯一男子，餘皆女子，或坐或臥，亦猶有立者，衣服形色不異生人。”周王陵至今尚未被考古发现，但在西周时期的宝鸡茹家庄西周墓、长安张家坡西周墓、甘肃灵台白草坡西周墓、琉璃河燕侯墓地、辛村卫侯墓地、北赵晋侯墓地M114、陕西武功县黄家河西周墓、黎城西关西周墓（周代黎国为姬姓诸侯国，姬姓楷侯墓及其下属有殉人）、西安大原村西周墓、宁夏姚河塬遗址、曾国的郭家庙墓群等地均发现有殉人现象，尽管其中一些墓如卫侯大墓、燕侯大墓已受到严重的盗掘而不易将尸体保存下来。西周的沣西车马坑中用人殉葬的比例之高并不亚于殷墟，而这里的战车形制属于周人的戎车风格。《墨子·节葬下》中說，“天子殺殉，眾者數百，寡者數十；將軍、大夫殺殉，眾者數十，寡者數人。”，大体上反映了西周春秋时期的殉人情况。东周时期人殉虽然逐渐衰落，但在鲁国东南部的山东沂水刘家店子殉人墓和山东临沂凤凰岭殉人墓、曾侯乙墓、临猗程村魏氏墓地、河南陕县后川魏氏墓地、汲县山彪镇M1墓（春秋晚期的一位姬姓魏氏贵族墓）、吴王陵区等多地也都发现过殉人。而流行殉人的绛县横水墓葬的族属被学术界大多数人认为是戎狄、鬼方或怀姓九宗，但有学者用充分证据论证了绛县横水墓葬实际上是曲沃代翼时期晋国曲沃小宗的墓地，与之对应的大河口墓地则是曲沃代翼时期被击败而杀害的晋侯公室墓地。由于周人是后进性民族，两周时期的周人在使用人牲人殉的同时会普遍吸收商人和东夷的腰坑殉狗、日名、族徽等习俗（尤其是在西周前期），墓向、葬式、腰坑殉狗、日名、族徽、青铜器形制等已经很难成为直接界定周人与殷遗民或其他族群之间的标准，而绛县横水墓葬中姬姓贵族的大量商文化因素并不奇怪。
《左传·哀公三年》：秋，季孙有疾，命正常曰：「无死。南孺子之子，男也，则以告而立之。女也，则肥也可。」。这说明鲁国统治者上层在季桓子之前是流行殉人习俗的，而季桓子特意嘱咐不要再用人殉葬。《禮記·檀弓下》記載，陳乾昔臨死時囑咐兒子讓兩個婢女與他殉葬，其子說：“以殉葬，非禮也，況又同棺乎？”說明春秋末期到战国初期摒棄殉葬漸成新風。春秋戰國時期，开始流行以陶俑、木俑代替人殉葬（最早的陶俑见于商代晚期，但直到春秋晚期俑殉才开始流行，秦始皇的兵馬俑即為最典型的俑殉实例）。
《史记·秦本纪》记载，秦武公死时，“初以人从死，从死者六十六人。”，从此秦国开始流行殉人现象。秦景公墓中发掘出166具殉人和20个人牲。战国中期，秦献公下令禁止人殉。秦始皇死时，最有名的陪葬物並非活人，而是象徵保衛的兵馬俑，虽然秦始皇陵尚未被挖掘，但是据《史记·秦始皇本纪》记载秦二世将秦始皇生前的宫妃和工匠全部杀死在陵墓中，《汉书》中则记载秦始皇陵杀殉了数万人。
汉朝以後，汉高祖刘邦和汉宣帝刘询均反对人殉制度，但人殉现象在社会上照样存在。除了西汉南越王墓等边远地区存在人殉现象外，汉景帝的阳陵和汉武帝的茂陵周围均发现了数以万计的刑徒尸骨，这些刑徒中不少是被腰斩处死而被掩埋在帝陵四周进行陪葬。西汉晚期以后，帝陵已经不见刑徒墓陪葬的情况，殉人现象可能逐渐式微。从西汉晚期到宋朝，除边远地区以外，殉葬多半是偶然的事件，不再是一种制度或盛行的习俗，如史书记载三國時吳將陳武戰死，孫權下令以陳愛妾殉葬，但却受到时人的批评。

### 遼金元時期
遼金年代，一些邊疆民族依然保留著活人殉葬的習俗。遼太祖耶律阿保機死後，皇后述律平甚至強迫一百多名大臣殉葬。金代女眞貴族下葬風俗是不用棺槨但要殉葬，『死者埋之而無棺槨，貴者生焚所寵奴婢、所乘鞍馬以殉之』（宋 徐夢莘《三朝北盟會編》）。成吉思汗死時，灵柩经过之处，所遇之人“尽杀之”以殉葬，杀了近两千人，另外还用四十名貴族女子殉葬。《马可·波罗游记》记载成吉思汗的孙子旭烈兀死时杀殉了两万多人。而这些记载的可信度尚有争议。到了大蒙古国改国号为元朝后，蒙古族的殉葬现象可能已经终止。有學者根據偽書《心史》的記載，認為明初的人殉是因循元朝人殉制度，但是明朝官方编修的元朝史料中均未提及到殉人，明朝的人殉与蒙元有无继承关系在学术界尚无定论。

### 明清時期
明朝初期起，殉葬制度在中原地區被明太祖重新恢復。除皇帝的妃嫔外，宗室藩王亦有效仿。明太祖生前命自己亡故兒子的妻妾殉葬，如秦王朱樉妃王氏。明太祖死时，有十數名后宫女子殉葬。明惠宗對生殉宮女的家屬進行了表彰和封賞，“洪武三十一年七月，建文帝以张凤、李衡、赵福、张弼、汪宾、孙瑞、王斌、杨忠、林良、李成、张敏、刘政等，由锦衣卫所试百户散骑带刀舍人，进为本所千、百户，其官皆世袭。以诸人皆西宫殉葬宫人父兄，世所称朝天女户者也。”明成祖亦对殉葬持支持态度，永乐初年，朝廷讨论要革除明惠宗升授的官员，但明成祖表示，他每这几家都是好职事，不动。明成祖死后有十六個妃子和幾十名無位號的宮御生殉，所被迫殉葬的妃嬪中還有朝鮮女子韓麗妃，朝鮮史書載有集體殉葬時女子們的哭泣哀求情景，慘不忍睹。
明仁宗有五妃生殉，其中包括有寵、有三個兒子并家有侯爵封號的郭貴妃；明宣宗有十名女子殉葬，除其一為惠妃何氏（追贈貴妃），其餘皆無妃位，英宗年間方為她們追贈妃號，加以謚號。
明英宗反對殉葬，但因政治原因也曾在復辟成功後親自下令其弟明代宗的妃嬪殉葬。直到明英宗去世前才命令废除活人殉葬。《明史·英宗后纪》評論他，“罢宫妃殉葬，则盛德之事可法后世者矣。”王世貞在《弇山堂别集》中稱：「此誠千古帝王之盛節。」繼任皇帝明憲宗忠實執行之，自此，明朝妃嬪殉葬制度被從法制上禁絕。但皇族要求妻妾殉葬的思想仍存。成化十年（1474年）七月甲戌，遼王朱豪墭上奏嫡长子朱恩鏋病故，兒子的妻妾們“俱无所出，宜令殉葬”。明宪宗表示：“先帝上宾，顾命，毋令后宫殉葬，可以为万世法。况王府前此未尝有用殉者。今辽王葬其子乃欲以其妇殉之，何其戾耶，礼部其移文所司启王勿用迁其妇别室毋令失所。”成化二十一年（1485年），寧河康僖王朱美堛逝世，宫人王氏等人俱自尽，并赠夫人。王世贞认为这是明宪宗“以其节烈而旌之，不知其亦从殉也”。
清兵入關之前，后金社会存在活人殉葬的記載。天命八年（1623年），努尔哈赤的妹妹沾河姑逝世，“以两女殉之”。天命十一年（1626年），努尔哈赤病死，大福晋阿巴亥殉葬，一說為努爾哈赤的命令“俟吾终，必令殉之”，一說為阿巴亥感太祖生前的宠爱，自愿殉死；实则很可能是皇太極為繼承權爭奪，逼殺嫡母的結果。另有侍臣雅荪，因逃避殉葬而被逮捕处死。清太宗死，侍从敦达里、安达里两人当众自杀殉葬。
入关之后的顺治朝，此风仍存。《湯若望回憶錄》載董鄂妃去世後，清世祖將30名宮女太監殉葬。世祖死時，貞妃董鄂氏和侍從傅達理兩人自殺殉葬。到清聖祖康熙年間，御史朱斐上书，“屠残民命，干造化之和。僭窃典礼，伤王制之巨。今日泥信幽明，惨忍伤生，未有如此之甚者。夫以主命责问奴仆，或畏威而不敢不从，或怀德而不忍不从，二者俱不可为训。且好生恶死，人之常情，捐躯轻生，非盛世所宜有。”康熙十二年（1673年）敕禁奴仆殉主，明令彻底废除活人殉葬之習。社会生活中更为常见的是女性殉夫。

### 民国时期
1914年起，北洋政府依据《褒扬条例》、《褒扬条例条例实施细则》对守寡、殉夫的贞妇烈女进行褒扬。新文化运动中，中国知识分子就家庭倫理與婦女問題进行讨论，对传统道德伦理进行批判。其中，胡适于1918年7月在《新青年》发表文章《貞操問題》。他绝对反对褒扬贞操、推崇自杀殉夫的法律，“以近世人道主义的眼光看来，褒扬烈妇烈女杀身殉夫，都是野蛮残忍的法律，这种法律，在今日没有存在的地位。”1928年后，官方推行的貞節旌表随着南京国民政府取代中華民國北京政府而结束。

## 印度

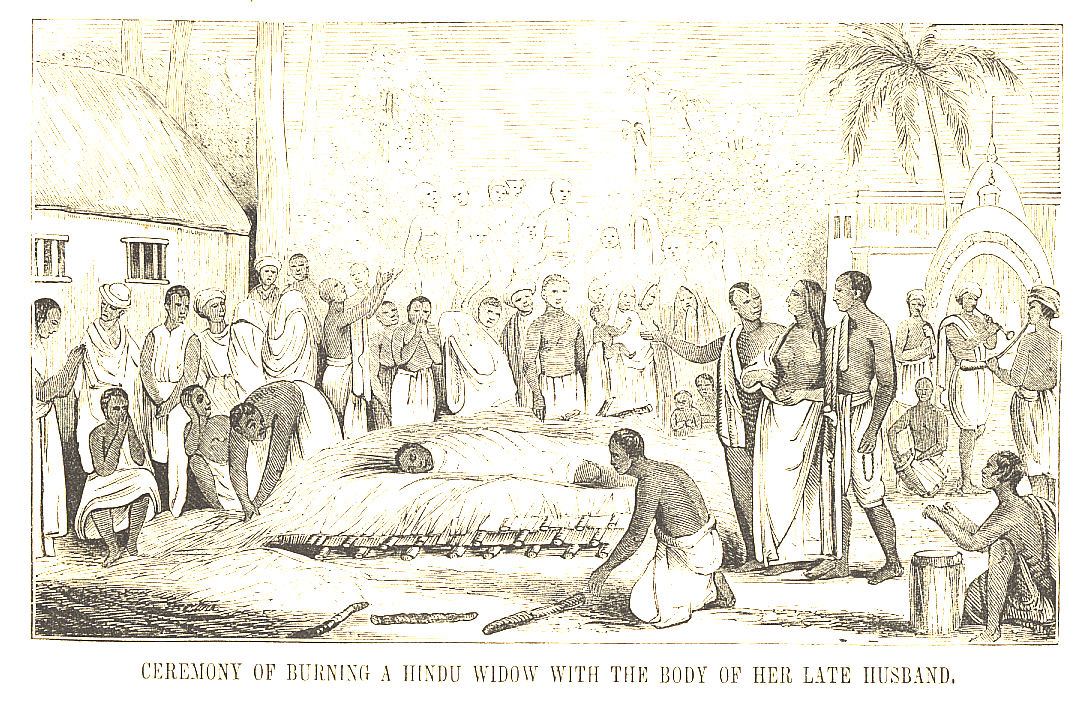
印度寡婦殉夫（"Ceremony of Burning a Hindu Widow with the Body of her Late Husband"）, 取自 Pictorial History of China and India, 1851年.

在古印度吠陀时期，寡妇是可以改嫁的，公元2世纪以后寡婦不許改嫁，以後規定日漸嚴苛，必須殉葬，殉葬制度又稱娑提（亦作薩蒂），是古印度神話故事中的一名年輕女神，娑提因父親侮辱她的意中人濕婆神而跳入聖火中自殺，然後轉生為雪山神女與濕婆重逢。
印度在哈拉巴文化时期和吠陀时代就已经出现了人殉现象，并一直持续到了莫卧儿帝国时期和英国殖民统治时期，其中寡妇殉夫则是古印度殉葬的一个子类别。而目前在印度传世文献中所能见到的殉葬行为则可以追溯到公元前6世纪的拉蔚威玛（Raviverma）王妃殉葬。印度人相信一个殉葬的妇女将能够升上天堂，殉葬者要穿上當新娘時的全套盛裝，坐上柴堆，然后再點火，可能跟死去的夫婿一起燒化，或單獨自焚。如果死者多妻，则正妻与死夫一起殉葬，其余妻子要单独自焚。
印度教時代在上層和拉其普特人中寡婦殉葬的風俗非常盛行，1817年英国统治孟加拉邦时，平均每天有两名寡妇自焚。1819年孟加拉邦竟有839名寡妇殉夫。
1829年寡婦殉葬被英國官方宣布為非法，印度婦女當時上街示威遊行，要求還婦女以殉夫的權利，殉夫现象屡禁不止，一些偏远村落仍有保留。今日印度寡婦自焚殉葬事件仍時有所聞，並且受到推崇，但大多數寡婦都是被迫殉葬的。
1987年，印度拉賈斯坦邦一村莊有位18歲少婦魯普·坎瓦爾被逼自焚死，印度全境掀起抗議風潮，為此印度政府曾修訂防止寡婦殉葬的法律，任何與娑提有關的行為最高刑罰可以是死刑或終生監禁。

## 日本
在日本，殉死指緊隨死去的君主而自殺的行為，形式一般是切腹。
1912年明治天皇駕崩後，日本陸軍大將乃木希典在明治天皇葬禮當天切腹自盡，其妻乃木静子亦自刎殉死。1989年昭和天皇駕崩之後亦有多人殉死。

## 「殉葬」與「陪葬」
有少數人誤會，「殉葬」只限於活人或動物，事實上並沒有這麼嚴苛的限制，中華人民共和国教育部辭典網路版把「殉葬」解釋為「用人、俑或器物等陪同死者下葬」、「亦作陪葬」，並不限於活體。